# Беляков, Виктор Петрович
Ви́ктор Петро́вич Беляко́в (17 мая 1923, деревня Кузьмино, Сергиево-Посадский район, Московская область — 27 августа 1986, Москва) — советский учёный в области криогенной и вакуумной техники, член-корреспондент АН СССР (1979), Герой Социалистического Труда (1983), лауреат Ленинской премии (1978) и Государственной премии СССР (1988).

## Биография
Родился 17 мая 1923 года в крестьянской семье. Был последним, одиннадцатым, ребёнком в семье. В начале 1930-х годов семья Беляковых переехала в Москву. Окончив школу с золотой медалью, поступил в Московский авиационный институт.
С началом Великой Отечественной войны практически все его товарищи по курсу были отправлены на фронт.
Виктор Беляков в это время тяжело заболел, потому и не был призван на фронт.
В 1941 году правительством СССР было принято решение эвакуировать студентов-двигателистов МАИ в Алма-Ату.
Им дали бронь, потому что в этих специалистах очень нуждалась Красная Армия.
После окончания института Белякова оставляют на кафедре, он поступает в аспирантуру. В 1946 году Виктор Петрович женился на выпускнице медицинского института. Людмила Семёновна, с которой Беляков прожил всю жизнь, тогда училась в ординатуре. Перед молодожёнами встал квартирный вопрос. Беляков решает перебраться из Москвы в область, в город Калининград (ныне — Королёв), где обещали выделить комнату с условием, что он там будет работать. Виктору Петровичу пришлось расстаться с аспирантурой, а супруге — с ординатурой.
С 1963 по 1968 годы работал в НИИХиммаш ведущим инженером, начальником испытательного отдела — заместителем Алексея Михайловича Исаева — одного из создателей космической техники, выдающегося конструктора ракетных двигателей,
соратника Сергея Павловича Королёва.
В 1968 году стал заместителем директора Всесоюзного НИИ криогенного машиностроения по науке.
В 1972 году на базе балашихинского завода им. 40-летия Октября, ВНИИкриогенмаш и московского ВНИИкимаша (научно-исследовательского института кислородного машиностроения) было создано научно-производственное объединение «Криогенмаш» в городе Балашиха Московской области. Генеральным директором и главным конструктором НПО «Криогенмаш» стал Виктор Петрович Беляков.
Под руководством Белякова и при его непосредственном участии были созданы системы обеспечения криогенными компонентами космических стартовых комплексов «Зенит», «Энергия-Буран»: стенд-старт для испытания ракет-носителей в натурных условиях, с которого 15 мая 1985 года стартовала ракета-носитель «Энергия» — единственная в мире ракета, способная вывести на орбиту полезную наугрузку весом до 100 тонн.
В 1979 году Виктор Петрович Беляков был избран членом-корреспондентом Академии наук СССР. В 1983 году удостоен высокого звания Героя Социалистического Труда. В 1978 году он стал лауреатом Ленинской премии, в 1988 году — Государственной премии СССР.
В. П. Беляков умер 27 августа 1986 года. Похоронен на Кузьминском кладбище в Москве.

## Память
- Именем В. П. Белякова названа одна из улиц города Балашиха
- Надгробный памятник на Кузьминском кладбище в Москве
- Мемориальная доска на здании института ОАО «Криогенмаш»